# Grupo de los Ocho (patronal)
El Grupo de los Ocho es la organización patronal argentina que agrupa a las ocho organizaciones patronales de mayor poder en el país: Sociedad Rural Argentina (SRA), Unión Industrial Argentina (UIA), Cámara Argentina de Comercio (CAC), Cámara Argentina de la Construcción (CAMARCO), Bolsa de Comercio (BCBA), Asociación de Bancos Privados de Capital Argentino (antigua ADEBA), y la entonces Asociación de Bancos de la República Argentina (ABRA).
Posteriormente, se refiere al "Grupo de los Seis" compuesto por la UIA, la CAMARCO, la BCBA, la SRA, la CAC y la Asociación de Bancos Argentinos (actual ADEBA), hasta la actualidad acerca del lobby y negociaciones con el Gobierno de Javier Milei.